# Park Sung-hee
Park Sung-hee (in coreano: 박성희; Busan, 17 febbraio 1975) è un'ex tennista sudcoreana.

## Carriera
A livello giovanile ha raggiunto la semifinale di Wimbledon 1993 dove è stata sconfitta da Nancy Feber. Tra le adulte raggiunge la semifinale a Surabaya nel 1994 dove si arrende in tre set alla giapponese Ai Sugiyama.
Nel doppio femminile ha giocato quattro finali nel circuito principale uscendone sempre sconfitta, è avanzata fino alla 57ª posizione mondiale nel singolare e alla 34ª posizione nel doppio.
Ha fatto parte della squadra sudcoreana di Fed Cup dal 1991 al 1999 vincendo trenta incontri e perdendone quattordici.

## Statistiche

### Doppio

#### Finali perse (4)
| Legenda:              |
| --------------------- |
| Grande Slam (0)       |
| WTA Championships (0) |
| Tier I (0)            |
| Tier II (1)           |
| Tier III (1)          |
| Tier IV & V (2)       |

| No. | Anno | Torneo                                          | Superficie    | Compagna        | Avversarie in finale           | Punteggio     |
| 1.  | 1995 | TVA Cup, Nagoya                                 | Sintetico (i) | Rika Hiraki     | Kerry-Anne Guse Kristine Kunce | 6–4, 6–4      |
| 2.  | 1996 | Hobart International, Hobart                    | Cemento       | Kerry-Anne Guse | Yayuk Basuki Kyoko Nagatsuka   | 7–6(7), 6–3   |
| 3.  | 1996 | Nichirei International Championships, Tokyo     | Cemento       | Wang Shi-ting   | Amanda Coetzer Mary Pierce     | 6–1, 7–6(5)   |
| 4.  | 1998 | Australian Hard Court Championships, Gold Coast | Cemento       | Wang Shi-ting   | Elena Likhovtseva Ai Sugiyama  | 1–6, 6–3, 6–4 |